# Rubén Falcón Mínguez
Rubén Falcón Mínguez (Saragossa, 8 d'octubre de 1977) és un futbolista aragonès, que ocupa la posició de porter.

## Trajectòria
Sorgeix del planter del Reial Saragossa. Després de militar al Zaragoza B i debutar a Segona Divisió amb l'Almeria CF (8 partits la temporada 02/03), a la campanya 04/05 puja al primer equip, com a suplent de Luis García Conde. A la màxima categoria, Falcón només hi disputa dos partits eixa temporada.
Sense continuïtat a l'equip aragonès, la temporada 05/06 la passa entre el modest Villanueva i la SD Eibar, equip amb el qual descendeix a Segona B. A l'any següent recala a la SD Huesca i el 2007 al Rayo Vallecano, amb el qual aconsegueix l'ascens a la categoria d'argent el 2008, però no assoleix la titularitat amb els madrilenys. La temporada 09/10 torna al futbol modest aragonès, en aquest cas, a les files del CD La Muela.